# Sagitta nairi
Sagitta nairi är en djurart som tillhör fylumet pilmaskar, och som beskrevs av Casanova och Nair 2002. Sagitta nairi ingår i släktet Sagitta och familjen Sagittidae. Inga underarter finns listade i Catalogue of Life.